# Гурби

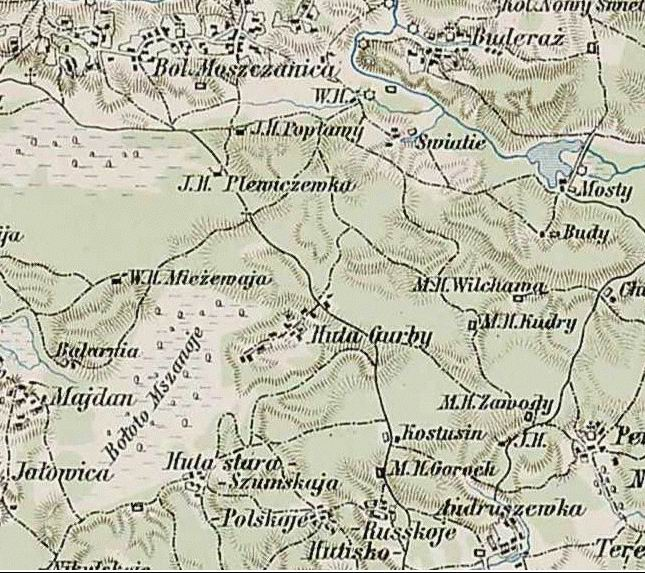
Гурби на австрійській мапі початку XX століття

Меморіальний комплекс «Героям Гурбинської битви»

50°15′29″ пн. ш. 26°05′43″ сх. д. / 50.2580438° пн. ш. 26.0953617° сх. д.
Гурби́ — історичне село на південному заході Здолбунівського району Рівненської області, неподалік від межі з Тернопільською областю. Існувало до 1944 року в складі Кременецького району.

## Розташування
Деталізовані мапи 1915–1925 років Гурби зарисовані на перехресті кількох доріг уздовж вулиці серед просторих лісів, де, за іншими даними, сукупно на 500 гектарах росла смерека — єдина в такій кількості на Волині й Поліссі.
В околиці Гурбів іменовані урочища, серед яких найближчими з північного сходу — Камінці («Камєнци»), Вільхова («Ольхова»), Грабовець («Грабовєц»), з півночі — гора Кумова, Соколова гора («Гура Соколя»), а від заходу неподалік оселі Майдана — Межові гори («Гури Межевия»). Усі вони серед залісненого простору висотно-яристого ландшафту, змереженого потоками, струмками.

## Історія
Околиця Гурбів була заселена в прадавні часи. Археологічні пошуки виявили тут знаряддя праці, побуту раннього середньовіччя, а дещо пізніше знайдено вістря до списа, остроги, залізні наконечники стріл. З періоду неоліту виявлено велику крем'яну робітню і багато крем'яних знарядь. Під час дослідів 1891 року в урочищі Плавилівка, ім'я якої, видно, приховує сліди «плавильної індустрії», знайшли залізний обачний меч і дві бойові сокири, а в інших місцях — контури старовинних курганів, знищених валів. На піщаних надмах у різні часи знаходили багато брилок залізної руди (лімоніту), а при розкопках 1872 року — малі пласти кам'яного вугілля.
У записах Гурби виринають із кінця XVII століття. Так, за хронікою 1654 року, 40 польських солдат, залишаючи «имение Гурбы», попали до засідки козацько-селянського загону і зазнали великих втрат.
Поземельні плани 1867–1895 років зарисовують «Гурбы» як колонію при великому болоті Мшане, назва якого приховує поняття «мохове». 
Наприкінці XIX століття землі Гурб належали до мізоцького маєтку, власником якого був граф Юзеф Дунін-Карвицький. Також Гурби мали 29 дворів, 358 мешканців, будинок старої корчми з XVIII століття, смолярню, дворову пасіку орендарів Мізоча, бо на той час, великою мірою, гурбенськими землями володіли графи Карвицькі, котрі утримували тут понад 5000 гектарів площі, переважно лісових масивів і чагарникових пустищ.
Навесні 1944 року тут відбувся найкривавіший та найбільший бій в історії УПА — Бій під Гурбами. Точилася запекла, жорстока боротьба нерівних сил. Як наслідок, село було спалене, а багато нападників та оборонців загинуло. Вшановуючи пам'ять цієї битви, громадськістю Рівненщини було встановлено тут капличку і хрест.
Згодом представники громадськості Рівненщини ухвалили рішення вшанувати пам’ять Героїв Гурбенського бою та збудувати в урочищі Гурби Пантеон Слави, у якому будуть перепоховані знайдені останки вояків УПА і солдатів, а поруч з Пантеоном Героїв – спорудити Свято-Воскресенський чоловічий монастир на Повстанських могилах.

## Походження назви
Назва «Гурби» ще не вивчалася. У ній можна бачити приховане, відоме з XIX століття, прізвище (прізвисько) Гурб (Гурба), що, ймовірно, від старовинного імені типу Гор(е)б(ор). Найменш правдоподібно, як це в народній етимології, пов'язувати Гурби зі «словом» горби. Голосний «у» в назві міг розвинутися на поліську манеру з давнього «о», яку «вул», Гуща, Гульча, що з «вол» (віл), Гоща, Гольча.